# Louis Parrocel
Louis Parrocel (Brignoles, 18 febbraio 1634 – Avignone, 1º dicembre 1694) è stato un pittore e incisore francese.

## Biografia
Figlio secondogenito di Barthélemy e di Catherine Simon, si distinse nell'arte della pittura. Fu allievo del padre e da questi prese lo stile ed il modo di colorire.
Dopo la morte di questi, Louis si recò a lavorare in Provenza e poi in Linguadoca. Probabilmente risale a questo periodo il dipinto L'agonia di San Giuseppe, conservato nella chiesa di Saint Martin. Di dodici anni più vecchio del più famoso fratello Joseph, fu suo maestro per tre anni.
Attorno al 1664, giunse a Parigi, ma non vi rimase per molto tempo perché, colpito da un malanno acuto, dovette ritornare nel sud della Francia per ordine del medico.
Si recò, quindi, ad Avignone, dove si stabilì definitivamente e il 29 giugno 1666 sposò Dorothée de Rostang, appartenente ad un'importante famiglia del Contado Venassino.
Ebbe quattro figli: Ignace Jacques, nato il 27 giugno 1667, Louis, nato il 27 agosto 1668 e morto ancor giovane, Pierre, nato il 10 marzo 1670 e Jean Baptiste, nato il 7 aprile 1672, da cui discendono i Parrocel del XIX secolo. Ignace Jacques e Pierre furono i soli artisti della famiglia, essendo allievi del padre e dello zio Joseph.
Il 27 maggio 1668 gli fu commissionato d'affrescare il vecchio municipio d'Avignone, il 14 agosto 1674 la camera bassa e il 16 gennaio 1676, assieme ai pittori avignonesi Jacques Bertrand e Jean Baptiste Lauze, la camera alta del consiglio, di fianco alla cappella, in cui si trovava il ritratto di Clemente X, da lui dipinto e per la cui realizzazione ricevette compenso pagato il 12 febbraio 1671.
I dipinti di Louis Parrocel si trovano in Provenza, Linguadoca e nelle chiese d' Avignone.
Eseguì anche incisioni di tema religioso: particolarmente ben riuscita è La decollazione di San Giovanni Battista.
Il modo di disegnare di Louis è espressivo, senza particolari accentuazioni cromatiche, tuttavia il modellato delle figure non presenta la stessa forza di quello del padre.

## Opere
- L'agonia di San Giuseppe
- Martirio di San Pietro
- La Vergine con martiri
- San Pietro resuscita un morto
- San Pietro guarisce dei malati
- Sant'Ambrogio
- La Vergine che presenta San Domenico
- Domine quo vadis
- Annanie e Saphire
- San Pietro con le chiavi, chiesa di San Pietro, Avignone
- Sant'Andrea, chiesa di San Pietro, Avignone
- Decollazione di San Giovanni Battista, acquaforte
- L'ultima cena, Cattedrale di Notre-Dame-et-Saint-Véran di Cavaillon
- Il trionfo del Santissimo Sacramento, Cattedrale di Notre-Dame-et-Saint-Véran di Cavaillon